# Быструщий
Быструщий — река в России, протекает по Усть-Цилемскому району Республике Коми. Длина реки составляет 13 км.
Начинается из болота в междуречье Средней Бревенницы и Кобыльего (левый приток Нижней Бревенницы). Течёт в северо-западном направлении по заболоченной лесистой местности. В низовьях огибает озеро Моховое. Устье реки находится в 333 км по правому берегу реки Печора на высоте 8,6 метра над уровнем моря у деревни Якшино.

## Данные водного реестра
По данным государственного водного реестра России относится к Двинско-Печорскому бассейновому округу, водохозяйственный участок реки — Печора от водомерного поста Усть-Цильма и до устья, речной подбассейн реки — бассейны притоков Печоры ниже впадения Усы. Речной бассейн реки — Печора.
Код объекта в государственном водном реестре — 03050300212103000081014.